# The Silver Shine
The Silver Shine je maďarská kapela hrající styl psychobilly s prvky punk rocku a rock and rollu. Jako své vzory uvádí Nekromantix, Social Distortion, Mad Sin, nebo The Bones. 

Kapela vznikla v létě 2004 v Budapešti. Pod vydavatelstvím Commitment Records spatřilo v roce 2005 světlo světa první EP s/t obsahující 6 písní a ještě ve stejný rok začala kapela pracovat na debutovém albu, Nightmare, které bylo vydáno u Crazy Love Records na začátku následujícího roku a obsahovalo 14 písní. V souvislosti s vydáním prvního alba podnikla skupina své první evropské turné.  Od začátku kariéry prošla personálními změnami, vydala 4 alba, 1 EP a navštívila celkem 28 zemí včetně České republiky i zámoří.

## Členové
- Ati Edge - zpěv, elektrická kytara
- Krista Kat - zpěv, kontrabas
- Furo - bicí

## Diskografie
- 2005: s/t (EP)
- 2006: Nightmare
- 2007: Don't Trust The Girl With The Chainsaw
- 2009: No Mercy
- 2011: Saint or Sinner